# Assa Traoré
Pour les articles homonymes, voir Traoré.
Assa Traoré, née en janvier 1985 dans le 9e arrondissement de Paris (France), est une militante antiraciste française. Sœur aînée d'Adama Traoré, mort en 2016 après son interpellation par des gendarmes, elle est fondatrice du Comité vérité et justice pour Adama et milite contre les violences policières.

## Biographie

### Situation personnelle
Assa Traoré naît en janvier 1985 dans le 9e arrondissement de Paris. Elle est issue d'une famille polygame, où elle considérait les autres femmes de son père comme également ses mères. Elle est ainsi issue d'une fratrie de dix-sept, ; une « famille formidable », comme elle la qualifie elle-même, une « cellule familiale... très puissante » où il n'y a « pas de demi-frères et sœurs » — le père montrant à ses épouses que leurs enfants mis « à un très haut niveau » ont toujours plus d'importance.
Son père Mara-Siré, né au Mali, arrive en France à l'âge de 17 ans. Il s'unit d'abord à la Picarde Élisabeth, puis à la Normande Françoise, desquelles naissent sept enfants, puis se marie au Mali avec Hatoumma qui lui donne six enfants dont Assa, puis avec Oumou qui aura trois enfants dont Adama. Les deux épouses vivent ensemble à Beaumont-sur-Oise. Les Traoré grandissent dans le quartier de Boyenval. Leur père est chef d'équipe sur des chantiers d'étanchéité. Elle a 14 ans quand il meurt en 1999, à l'âge de 46 ans, d'un cancer du poumon.
Mère de trois enfants, Assa Traoré exerce jusqu'en 2016 la profession d'éducatrice spécialisée. Elle affirme avoir choisi ce métier en classe de CM2, alors que son institutrice avait demandé à des éducatrices de la protection judiciaire de la jeunesse de venir présenter leur métier ; elle a obtenu son diplôme en 2007. Elle est également la créatrice d'une petite ligne de vêtements wax qu'elle relance en 2019 sous la marque Maison Kaye.
Elle travaille à Sarcelles, pour la Fondation OPEJ - Baron Edmond de Rothschild, lorsque son frère trouve la mort.

### Engagements après la mort de son demi-frère
En juillet 2016, alors qu'elle encadrait avec une collègue un groupe de sept adolescents défavorisés en voyage à Rabac (Croatie), elle apprend au téléphone la disparition puis la mort à la caserne de Persan, le jour de ses 24 ans, de son frère Adama, à la suite de l'interpellation de celui-ci par la gendarmerie. Elle revient alors précipitamment en France et coordonne le combat de sa famille afin de connaître les circonstances de son décès. Quelques heures après l'annonce de la mort d'Adama, des émeutes et des tirs éclatent dans les rues de Beaumont-sur-Oise et se poursuivent durant les trois nuits suivantes, et également à Persan, Champagne et Bruyères.
Assa Traoré fonde et anime, depuis lors, le Comité vérité et justice pour Adama. Très investie dans cette mobilisation, elle dit souvent : « Nous sommes devenus des soldats malgré nous »,.
Assa Traoré interpelle le président de la République, François Hollande, le 28 septembre 2016 au sujet des violences policières. En décembre 2016, elle est choisie comme « la personnalité citoyenne » par la rédaction de Mediapart pour prononcer les vœux de nouvelle année. Assa Traoré explique son engagement contre les violences policières dans Lettre à Adama, ouvrage co-écrit avec la journaliste au Nouvel Observateur Elsa Vigoureux, en 2017,,.
Assa Traoré est la porte-parole de la famille Traoré, et la figure du « comité Adama Traoré » qui comprend des militants chevronnés. Dès la mort d'Adama, elle reçoit le soutien d'Amal Bentounsi, fondatrice du collectif « Urgence, notre police assassine », dont le frère Amine Bentounsi est mort lors d'une interpellation policière, et dont un proche conçoit le graphisme du tee-shirt emblématique du comité depuis le premier rassemblement du 30 juillet 2016.
Elle publie en 2019 Le Combat Adama, co-écrit avec le philosophe et sociologue Geoffroy de Lagasnerie,. En avril 2019, elle est rédactrice en chef invitée de l'hebdomadaire culturel Les Inrocks.
Elle est convoquée par la police en octobre 2019 pour dégradation de biens publics lors d'un événement qu'elle avait organisé à Beaumont-sur-Oise, le 28 avril 2018.
En mai 2020, elle lance le hashtag « #MoiAussiJaiPeurDevantLaPolice » pour soutenir la chanteuse Camélia Jordana dont les propos sur les violences policières, tenus lors de l'émission On n'est pas couché du 23 mai, font polémique.
Quelques jours après le meurtre de George Floyd aux États-Unis et la publication d'une nouvelle expertise médicale écartant la responsabilité des gendarmes dans l'affaire Adama,, Assa Traoré et le Comité vérité et justice pour Adama organisent une manifestation, le 2 juin 2020, devant le tribunal de Paris. Elle rassemble 20 000 personnes selon la police, 80 000 personnes selon les organisateurs,. Le 13 juin 2020, une nouvelle manifestation contre le racisme et les violences policières est organisée à la suite de l'appel à manifestation partout en France fait par le Comité vérité et justice pour Adama. La manifestation, devenue rassemblement statique après l'interdiction émise par la préfecture de police de se déplacer jusqu'à la place de l'Opéra depuis la place de la République, rassemble selon la préfecture 15 000 personnes à Paris. À Lyon, un rassemblement regroupe 2 000 personnes, à Nantes un millier, tandis que d'autres manifestations sont organisées à Lille, Bordeaux et Saint-Nazaire,.
En juin - juillet 2020, des portraits lui sont consacrés par plusieurs grands titres de presse aux États-Unis : le Washington Post, le New Yorker et le New York Times. Le 28 juin 2020, la chaîne de télévision américaine Black Entertainment Television (BET) décerne à Assa Traoré le prix BET International Global Good Award pour son combat antiraciste. Selon la chaîne, ce prix lui est remis pour le rôle central qu'elle joue dans le combat contre « l'injustice raciale et la brutalité policière » depuis 2016,.
En décembre 2020, elle est distinguée « Guardian of the year » par le magazine américain Time. Celui-ci voit Assa Traoré comme une des personnalités qui « se mettent en danger pour défendre les valeurs sacrées de la démocratie » et qui s'engagent contre le racisme et les violences policières.
En juin 2021, elle témoigne au procès en cour d'assises de Pontoise de Bagui Traoré et trois autres personnes comparaissant pour tentative de meurtre en bande organisée sur personnes dépositaires de l'autorité publique, soit plus de 70 gendarmes constitués parties civiles. Elle précise à la barre : « Je suis là en tant que sœur de Bagui mais aussi en tant que sœur d'Adama » et reconnaît : « Mon frère n'est pas parfait. » Tous les membres de la famille Traoré dénoncent aux assises l'« acharnement judiciaire » lié à l'affaire Adama, dont ils se sentent victimes. Sans preuves convaincantes, la cour acquitte Bagui Traoré.
Assa Traoré cosigne en juillet 2021 un appel de soutien à la candidature à l'élection présidentielle de 2022 du syndicaliste Anasse Kazib.
Le 28 juin 2023, Assa Traoré partage une vidéo, sur son compte Instagram, de Mounia Merzouk, la mère de Nahel Merzouk, où elle appelle à une marche blanche pour rendre hommage à son fils. Assa Traoré participe également le lendemain à cette marche et reste aux côtés de la mère bien qu'avec un t-shirt noir siglé « Justice pour Adama »,.

## Comité Adama
L'association loi de 1901 « Adama » est fondée le 3 octobre 2016. Assa Traoré est la figure de proue du « comité Adama » qui comprend des militants 
 (août 2025).
 comme Youcef Brakni, militant de Bagnolet et ancien membre du Mouvement islamique de libération, Samir Elyes issu du Mouvement de l'immigration et des banlieues et Almamy Kanouté du groupe Émergence. Au-delà du cas d'Adama Traoré, le comité souhaite rendre visible sa lutte pour les quartiers et contre les violences policières. Il s'impose ainsi en tête de cortège lors de la manifestation unitaire « Marée populaire » contre la politique d'Emmanuel Macron lancée à l'initiative de La France insoumise, le 26 mai 2018, affirmant : 

« Il est temps d’en finir avec les appels creux à la convergence des luttes ». Nous refusons les injonctions qui sont faites aux mouvements des quartiers populaires de n’aborder que la « question sociale », avec au passage un refus de considérer le racisme qui structure la société comme participant de cette « question sociale ». […] On assiste à une véritable gestion coloniale des quartiers qui font face aux violences policières,. »

À partir de l'acte III du mouvement des Gilets jaunes, le comité Adama apporte son soutien au mouvement et participe aux manifestations : « On s'est reconnus en eux ». Souhaitant une convergence des combats entre ceux menés par le comité Adama et les Gilets jaunes, plusieurs comités et des figures du mouvement comme Maxime Nicolle, Priscillia Ludosky et Jérôme Rodrigues participent à une manifestation en juillet 2019 à Beaumont-sur-Oise.
Rejetant la notion de « convergence », bien qu'elle apparaisse en soutien à des causes comme celles des femmes de ménage en grève, des luttes de cheminots, de sans-papiers ou d'étudiants, ou lors d'action du mouvement écologiste radical Extinction Rebellion, Assa Traoré explique : « Je ne parlerais pas de convergence, plutôt d'alliances dans la lutte des opprimés, mais chacun garde la nature de son combat. »
Quand des expertises requises par la Justice avancent diverses maladies pour expliquer les causes de la mort d'Adama Traoré, le comité Adama commande à ses frais un rapport à des experts de ces maladies, qui contredisent les explications avancées, ce qui permet d'éviter la clôture du dossier et de demander de nouvelles investigations judiciaires. Assa Traoré déclare ainsi, en 2020 : « Dans l'affaire Adama, nous en sommes à la cinquième expertise, et nous avons déjà réussi à écarter trois maladies. Si on ne s'était pas battus, mon frère serait officiellement mort de causes cardiaques et d'une infection grave. »
Le comité Adama réussit à susciter l'implication durable d'intellectuels comme les écrivains Annie Ernaux et Édouard Louis, ainsi que le philosophe et sociologue Geoffroy de Lagasnerie, ce que n'avait pas réussi à faire le mouvement en soutien à des jeunes de Villiers-le-Bel poursuivis pour des soupçons de tirs sur la police après la mort en mini-moto dans un choc avec une voiture de police de Mushin et de Laramy, le 25 novembre 2007, malgré la participation, en juin 2010, de Benjamin Rosoux — l'épicier de Tarnac proche de Julien Coupat — lors d'une manifestation à Pontoise.
Quelques jours après l'attaque de la mosquée de Bayonne, Assa Traoré et le comité Adama figurent, le 1er novembre 2019, parmi les premiers appelants à une manifestation contre l'islamophobie à Paris le 10 novembre,.

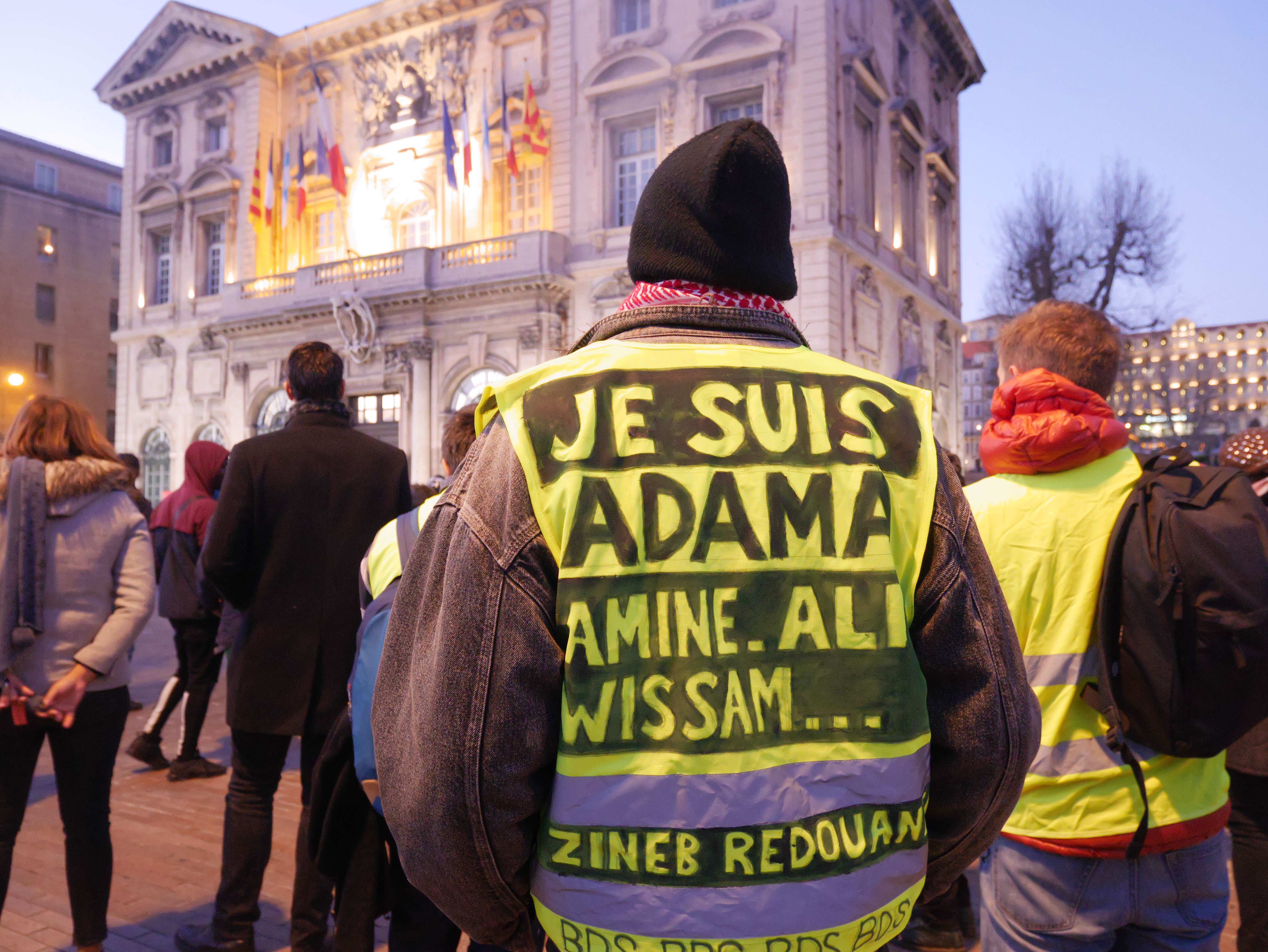
Soutien d'un Gilet jaune à Marseille en 2019.

En juin 2018, elle échange avec Angela Davis, militante noire du mouvement américain des droits civiques,,,. La militante américaine salue le combat d'Assa Traoré, car « la lutte dans laquelle elle est engagée dénonce de façon claire la violence policière et le racisme systémique comme éléments à part entière de la société française, comme la violence policière et sa généalogie avec l'esclavagisme aux États-Unis d'Amérique » et estime qu'il « était temps que les femmes prennent la tête des mouvements de lutte, parce qu'elles en ont toujours été la colonne vertébrale. »
Assa Traoré récuse toute proximité avec Houria Bouteldja, qu'elle ajoute n'avoir jamais rencontrée : « Je vais être très claire : nous n'avons pas la même vision que le Parti des Indigènes de la République, et nous ne voulons pas être associés à eux. Le comité Adama est ouvert à tout le monde. » Refusant ainsi d'écarter, par exemple, les Blancs de son combat, elle déclare devant le tribunal judiciaire de Paris, à l'appel du comité Adama le 2 juin 2020 : « Peu importe d'où tu viens, peu importe ta couleur de peau, peu importe ta religion, peu importe ton orientation sexuelle, tu ne dois pas rester spectateur face à l'injustice, face au meurtre, face à l'impunité policière. »
En particulier après les manifestations et émeutes consécutives au meurtre de George Floyd, en 2020, dans le Minnesota, le comité Adama se rapproche du mouvement américain Black Lives Matter et de concepts forgés aux États-Unis comme le racisme institutionnel ou l'intersectionnalité comme outil d'analyses des discriminations,. Toutefois, le sociologue Geoffroy de Lagasnerie, soutien du comité Adama, relativise l'influence américaine. Il admet qu'« en termes de réflexion théorique, il y a une telle déconnexion dans le champ intellectuel et universitaire français avec ces problématiques qu'on est obligé de se référer à des théoriciens américains comme Paul Butler (en), Michelle Alexander (en) ou Alice Goffman (en) », mais il ajoute qu'« il y a cette tendance, lorsque l'on parle de la police ou du racisme, à toujours évoquer la situation américaine, ce qui me semble problématique. Le Comité Adama est souvent comparé à Black Lives Matter. Mais pour moi, c'est une manière de dénier qu'il s'agit d'une histoire française, encore plus cachée ici qu'aux États-Unis. » Le sociologue Michel Wieviorka minore, lui aussi, l'influence des théories identitaires : « La mouvance postcoloniale ou intersectionnelle appuie l'actuelle mobilisation mais elle n'en est pas elle-même le carburant. Ce mouvement est surtout une demande de justice. »
En 2022, la presse rapporte que deux militantes du Comité Adama disent avoir été agressées en 2017 par Samir Elyes, un porte-parole et membre actif du comité Adama. Après avoir été mis à l'écart un trimestre, il est à nouveau l'un des leaders identifiés du Comité, forçant les deux victimes à se mettre en retrait. Assa Traoré écrit dans le groupe WhatsApp du comité qu'elles « doivent comprendre que l'intérêt principal, c'est le combat pour Adama et mes frères en prison ». Lorsqu'une des victimes relate les faits la concernant de manière anonymisée sur un blog en 2018, elle est menacée, de même qu'une autre militante ayant dû s'éloigner de Samir Elyes en 2014.
En juillet 2023, la marche annuelle en mémoire d'Adama Traoré prévue le samedi 8 juillet à Persan et Beaumont-sur-Oise est interdite par la préfecture du Val-d'Oise par craintes de débordements. Le tribunal administratif rejette le recours des organisateurs, au motif que le retour au calme suivant les émeutes consécutives à la mort de Nahel Merzouk reste « extrêmement récent [et] ne permet de présumer que tout risque de trouble à l'ordre public ait disparu ». Assa Traoré appelle alors à un rassemblement place de la République à Paris, ce qui lui vaut d'être poursuivie pour organisation d'une manifestation non déclarée. Ce rassemblement s'est déroulé dans le calme,.

## Affaires judiciaires
Le 17 juillet 2019, quelques jours avant la marche organisée à l'occasion du troisième anniversaire de la mort de son frère, elle publie sur la page Facebook « La vérité pour Adama » un texte qu'elle nomme « J'accuse ! » (en référence à celui publié par Émile Zola en 1898) dans lequel elle cite nominativement les gendarmes mis en cause — Romain Fontaine, Matthias Uhrin et Arnaud Gonzales — et les personnes qui, selon elle, chercheraient à entraver l'enquête.

### Condamnation pour atteinte à la présomption d'innocence
Elle est entendue le 1er octobre 2019, après une plainte des gendarmes pour diffamation publique. Le juge des référés déboute de leur action deux des trois gendarmes qui la poursuivent, et les condamne aux dépens à 2 000 € par une ordonnance du 3 juillet 2020. Leurs avocats annoncent leur intention d'entamer un recours,.
En mars 2021, elle est reconnue en appel coupable d'atteinte à la présomption d'innocence des trois gendarmes en affirmant notamment que son frère a été « laissé pour mort » et « tué » par ceux-ci ; elle est condamnée à retirer deux des cinq messages concernés, à la publication sur le compte Facebook d'une mention de la décision de justice durant 15 jours et aux dépens à 4 000 €, mais pas à des dommages-intérêts,.

### Relaxe pour diffamation
Pour ne pas avoir retiré ces propos, elle est de nouveau convoquée au tribunal en mai 2021,. Poursuivie pour diffamation, elle déclare en mai 2021 continuer à assumer ce texte : « Si la justice française à laquelle j'étais censée faire confiance avait fait le travail nécessaire, peut-être qu'à ce moment-là, je n'aurais pas eu envie d'écrire cette lettre. »
Elle est relaxée 1er juillet 2021 par la 17e chambre du tribunal judiciaire de Paris : « l'excès du propos tenu par Assa Traoré, sur un ton provocateur, et la force des accusations portées contre les gendarmes, alors-même qu'ils n'étaient ni jugés ni mis en examen doivent nécessairement être appréhendés à la lumière des circonstances de leur publication et du combat personnel et militant ainsi mené par la prévenue. »

### Condamnation en appel pour «faute civile»
Contrairement au tribunal qui l'a totalement relaxée le 1er juillet 2021, la cour d'appel de Paris reconnaît une « faute civile » à l'encontre d'une gendarme adjudante, qu'elle avait accusée en 2019 d'avoir « menti ». Elle est condamnée à verser à la plaignante 5 000 € de dommages et intérêts et 4 000 € en frais d'avocats.

### Plainte pour violences aggravées
Le 30 mai 2025, Assa Traoré est visée par une plainte pour violences aggravées à la suite d'une altercation survenue dans un square pour enfants à Ivry-sur-Seine. Selon le parquet de Créteil, cette plainte fait suite à un différend entre mères de famille. Assa Traoré dépose également plainte contre la mère impliquée. Une enquête est ouverte et confiée au commissariat d'Ivry-sur-Seine,.

## Contrat publicitaire
En 2021, le chausseur de luxe Christian Louboutin lance, avec l'acteur Idris Elba et son épouse Sabrina Dhowre (en), une collection caritative de souliers dont les bénéfices doivent revenir à des associations de lutte contre le racisme aux États-Unis, en Sierra Leone, au Royaume-Uni et en Somalie, ce qui conduit Assa Traoré à porter ces chaussures. Assa Traoré est critiquée sur les réseaux sociaux pour cette action, mais est défendue par Rokhaya Diallo, qui voit un « mépris de classe » contre elle dans ces attaques car s'étant refusée à tout misérabilisme. 
Pour Marianne, « Louboutin a bien compris le filon marketing », faisant de différentes figures du mouvement Black Lives Matter les ambassadeurs de sa collection.

## Publications

### Monographies
- Assa Traoré et Elsa Vigoureux, Lettre à Adama, Paris, Seuil, 2017, 187 p. (ISBN 978-2-02-136899-4 et 978-2-02-136900-7, lire en ligne) ; rééd. Points (no 5294), 2020, 185 p.  (ISBN 978-2-7578-8824-7).
- Assa Traoré et Geoffroy de Lagasnerie, Le Combat Adama, Paris, Stock, coll. « Les essais », 2019, 249 p. (ISBN 978-2-234-08739-2 et 978-2-234-08762-0, lire en ligne) ; rééd. Le Livre de poche (no 35961), 2020, 248 p.  (ISBN 978-2-253-07826-5).

### Contribution à un ouvrage collectif
- Assa Traoré, « Réparer les femmes de Denis Mukwege », dans Agathe Le Taillandier (dir.), Une bibliothèque féministe, Paris, L'Iconoclaste et Louie Media, 2021, 330 p. (ISBN 978-2-37880-255-4 et 978-2-37880-263-9), p. 173–182 [lire en ligne].